# 31 mai 1993
Le lundi 31 mai 1993 est le 151e jour de l'année 1993.

## Naissances
- Adrian Meronk, golfeur polonais
- Asuka Cambridge, sprinter jamaïcain-japonais
- Cliodhna Moloney, joueuse irlandaise de rugby à XV
- Davide Martinelli, coureur cycliste italien
- Jason Taumalolo, joueur de rugby à XIII néo-zélandais d'origine tongienne
- Joel Armia, joueur de hockey sur glace finlandais
- José Campaña, footballeur espagnol
- Maaike De Rudder, femme politique belge
- Ralph Weber, skieur alpin suisse
- Sebastián Coris, joueur de football espagnol

## Décès
- Donn Tatum (né le 9 janvier 1913), président directeur général de Walt Disney Productions
- Eusebio Erkiaga (né le 4 septembre 1912), écrivain, poète, bertsolari et académicien basque espagnol
- Ignace Fink (né le 10 octobre 1912), résistant et dirigeant d'organisme social français
- Joe Vogler (né le 24 avril 1913), homme politique américain
- John Litchfield (né le 27 août 1903), personnalité politique britannique
- Matti Karumaa (né le 25 novembre 1924), joueur de hockey sur glace finlandais
- Max Delys (né le 11 juillet 1951), acteur français
- Satoshi Miyazaki (né le 17 juin 1938), maître instructeur karateka japonais
- Vladimir Joseph Krajina (né le 30 janvier 1905), naturaliste et scientifique tchèque

## Événements
- Création du diocèse de Debrecen-Nyíregyháza
- Début de la série télévisée Guadalupe